# Bischheim, Donnersberg
Bischheim là một đô thị thuộc huyện Donnersberg, trong bang Rheinland-Pfalz, phía tây nước Đức. Đô thị Bischheim, Donnersberg có diện tích km², dân số thời điểm ngày 31 tháng 12 năm 2006 là người. Bischheim có diện tích 6.57 km² và dân số 799 (thời điểm ngày 31 tháng 12 năm 2020).